# Harpactea medeae
Harpactea medeae là một loài nhện trong họ Dysderidae.
Loài này thuộc chi Harpactea. Harpactea medeae được miêu tả năm 1978 bởi Brignoli.